# Temporada de furacões no oceano Atlântico de 1916
A temporada de furacões no oceano Atlântico de 1916 durou o verão e a primeira metade do outono de 1916. A temporada é uma das duas únicas temporadas de furacões em que dois grandes furacões foram relatados antes do mês de agosto, sendo o outro a temporada de 2005.

## Resumo sazonal
1916 foi uma temporada bastante ativa, especialmente para a época. Quinze ciclones tropicais formaram-se ao longo do ano. Dez furacões formaram-se, e cinco deles foram grandes furacões. Um recorde de nove tempestades atingiu os Estados Unidos durante a temporada, embora o recorde tenha sido quebrado em 2020.

## Sistemas

### Tempestade tropical Um
Em 13 de maio, uma depressão tropical se formou ao sul da costa cubana. Ele rapidamente cruzou a ilha e avançou pelo Estreito da Flórida. Em 14 de maio, ele lentamente se intensificou para uma tempestade tropical mínima e atingiu a costa perto de Key Vaca, Flórida, com ventos de 64 km/h (40 mph). Ele entrou na península da Flórida perto do Cabo Sable, movendo-se para o norte através do estado. Ventos fortes foram relatados a leste do centro. Ele fez a transição para um ciclone extratropical em 16 de maio. Inicialmente, o ciclone não foi incluído no banco de dados de furacões no Atlântico.
A tempestade tropical pôs fim a uma seca significativa na Flórida, produzindo a primeira chuva generalizada do estado em vários meses. As colheitas e a vegetação ressecadas foram rejuvenescidas pelas chuvas oportunas. Lakeland, Flórida, registou 1,16 polegadas (29 mm) de chuva em um período de 24 horas. Ventos fortes, embora não prejudiciais, foram sentidos ao longo da costa da Flórida, com uma rajada de pico de 44 milhas por hora (71 km/h) documentado em Jacksonville. Ventos fortes foram produzidos pelos estágios extratropicais da tempestade nos estados do Meio-Atlântico e na Nova Inglaterra. As chuvas generalizadas no sudoeste do Maine e no sudeste de New Hampshire dos remanescentes da tempestade atingiram um pico de 6,72 polegadas (171 mm) em Durham, Maine e estradas danificadas. O custo da infraestrutura danificada no sudoeste do Maine foi estimado em US $ 150.000.

### Furacão Dois
Um distúrbio tropical se transformou em uma tempestade tropical em 29 de junho no sudoeste do Mar do Caribe. Ele se mudou para o norte-noroeste, passando pela costa de Honduras antes de se transformar em um furacão em 2 de julho. O furacão continuou a se intensificar, atingindo grande força de furacão no norte do Golfo do México em julho 4 - Chegou perto de Gulfport, Mississippi, com 190 km/h (120 mph) ventos sustentados em 5 de julho. O dano foi de cerca de $ 3 milhões com quatro mortes ocorrendo. Na época, foi o primeiro grande furacão conhecido a atingir os Estados Unidos em qualquer temporada, mas esse recorde foi quebrado desde então pelo furacão Audrey.
Na Flórida, ventos de 167 km/h (104 mph) foi observada em Pensacola. As pessoas que se aventuraram para fora foram derrubadas, enquanto alguns carros capotaram. Além disso, as casas ficaram sem telhado, enquanto chaminés e árvores foram derrubadas. Na estação aeronáutica, vários hangares desabaram. A tempestade em Pensacola inundou uma sala de máquinas na usina municipal, causando interrupções elétricas. Mais para o interior, fortes chuvas causaram sérios danos às plantações na Flórida, Alabama, Mississippi e Tennessee. A tempestade deixou 34 mortes, 4 das quais ocorreram na Flórida, e $ 3 milhões em danos, incluindo $ 1 milhões na Flórida.

### Furacão Três
A terceira tempestade tropical foi observada pela primeira vez a leste das Pequenas Antilhas em 10 de julho. Ele seguiu para o noroeste, cruzando as ilhas antes de atingir a força de um furacão ao norte de Porto Rico em 15 de julho. O furacão continuou a noroeste e atingiu o pico de 169 km/h (105 mph) em 16 de julho. O ar frio e seco enfraqueceu-o para 110 km/h (70 mph) tempestade tropical quando atingiu New Bedford, Massachusetts, em 21 de julho. Causou poucos danos e nenhuma morte conhecida. Inicialmente, o ciclone foi registado como um grande furacão, mas foi posteriormente rebaixado pelo projeto de reanálise do furacão no Atlântico. Os alertas de tempestade foram emitidos pelo Departamento de Meteorologia para trechos costeiros de Cape Hatteras, Carolina do Norte a Eastport, Maine, enquanto o furacão atingiu a costa offshore. Os navios com destino às Bahamas foram detidos no porto de Miami, Flórida.

### Furacão Quatro
O furacão Quatro, que se desenvolveu em 11 de julho ao norte das Bahamas, atingiu um pico de intensidade de 185 km/h (115 mph) ventos em 13 de julho. O furacão atingiu a costa perto de Charleston, Carolina do Sul como uma categoria forte 2 furacão em 14 de julho. Sete mortes foram relatadas, com US $ 100.000 em danos. As fortes chuvas desta tempestade causaram severas inundações no French Broad River em Asheville, Carolina do Norte.  As chuvas causaram mais danos devido às inundações subsequentes nos condados de Gaston, Lincoln e Cleveland e mais adiante na Carolina do Sul, com três fábricas têxteis e suas aldeias vizinhas danificadas e irremediavelmente destruídas. Os danos na Carolina do Norte foram estimados em US $ 15 a US $ 20 milhões, com a perda de 80 vidas. Mountain Island Mill, a mais antiga fábrica de tecidos em operação no estado e a vila de Mountain Island, foi completamente destruída e varrida pelas águas da enchente.

### Tempestade tropical Cinco
Uma tempestade tropical se formou no sul do Golfo do México em 4 de agosto. Em 5 de agosto, atingiu o estado mexicano de Tamaulipas com ventos estimados em 97 km/h (60 mph). A força da tempestade tropical ventos afetou o sul do Texas.

### Furacão Seis
O quarto furacão da temporada foi observado a leste das Pequenas Antilhas em 12 de agosto. Ele passou pelas ilhas, transformando-se em furacão no final de 12 de agosto durante a travessia. Em 15 de agosto, o furacão atingiu a Jamaica aos 140 km/h (90 mph) furacão, e continuou a oeste-noroeste através do Mar do Caribe e do Canal de Yucatán. Em 16 de agosto, tornou-se um grande furacão. Ele atingiu a ilha de Padre, Texas, em 18 de agosto como um 210 km/h (130 mph) furacão. O furacão causou 24 mortes, com US $ 1,8 milhões (1916 USD) em danos.

### Furacão Sete
Hurricane San Hipólito of 1916
O furacão apareceu no norte das Pequenas Antilhas em 21 de agosto. Ele seguiu para o oeste, tornando-se um furacão e alcançando um pico de 180 km/h (110 mph) ventos antes de atingir Porto Rico em 22 de agosto. Foi um furacão de pequeno diâmetro que cruzou Porto Rico de Naguabo a Aguada. Da região de Humacao à região de Aguadilla sofreram ventos com força de furacão, com pequenos danos no leste e norte de Porto Rico. Ocorreu uma morte e os danos foram estimados em $ 1 milhões (1916 USD, $ 20,9 milhões de 2010 USD). Em San Juan, os ventos foram medidos em 92 mph e a pressão era de 29,82 polegadas. Os piores danos ocorreram em Santurce.
Cruzou Hispaniola em agosto 23, enfraquecido por uma tempestade tropical, e paralelo à costa norte de Cuba. Esta tempestade rápida virou para o norte, passando a oeste de Miami, Flórida, em 25 de agosto. Ele se dissipou em 26 de agosto.

### Furacão Oito
Em 27 de agosto, uma tempestade tropical foi observada a leste das Pequenas Antilhas. Ele se fortaleceu em um furacão naquela noite antes de cruzar a Dominica com 130 km/h (80 mph) ventos em 28 de agosto. Este furacão de movimento rápido atravessou o Mar do Caribe e enfraqueceu rapidamente em 30 de agosto. Em 1º de setembro, atingiu o norte de Belize como uma tempestade tropical.
O furacão atingiu Dominica com pouco aviso, com ventos superiores a 110 km/h (70 mph). Cinquenta pessoas foram mortas e duzentas casas foram destruídas. Muitas das casas, pontes e bueiros foram ultrapassados por rios transbordantes que alcançaram alturas sem precedentes. A tempestade foi particularmente destrutiva para a agricultura da ilha, incluindo a produção de cacau, coco, limão e borracha. Mais de cem mil barris de limão foram perdidos devido à queda de 83.198 limoeiros e a perda de 23.100 outras. Muitas árvores de cacau foram destruídas. Embora essas indústrias tenham se recuperado rapidamente no final do ano, a tempestade foi, em última análise, parte de uma série de desastres naturais e eventos políticos de uma década que levou ao fim da economia de cultivo da ilha em 1925. Aconselha-se cautela para envio nas proximidades da Jamaica em agosto 30 conforme a tempestade se aproximava.  A tempestade que passou trouxe chuvas e ondas fortes para a Jamaica, marcando a segunda vez em duas semanas que a ilha foi afetada por um ciclone tropical.  As chuvas torrenciais causaram danos a algumas estradas e cultivos.  Em Mandeville, 12 polegadas (300 mm) de chuva caiu devido à tempestade dentro de um dia.

### Tempestade tropical Nove
A nona tempestade tropical da temporada formou-se no leste das Bahamas em 4 de setembro. Ele seguiu para o norte e atingiu perto da fronteira Carolina do Norte / Carolina do Sul em 6 de setembro.
Os alertas de tempestade foram emitidos pelo Weather Bureau em setembro 5 para áreas costeiras entre Savannah, Geórgia e Cabo Hatteras ; os avisos foram posteriormente estendidos para o norte, até Virginia Capes. À frente da tempestade, 1,40 polegadas (36 mm) de chuva caiu em Wilmington, Carolina do Norte. Ventos de força vendaval foram produzidos no interior seguinte landfall da tempestade. A chuva da tempestade se espalhou pela costa leste dos EUA, da Carolina do Norte ao Maine.

### Furacão Dez
A décima tempestade tropical da temporada, que foi observada pela primeira vez em 13 de setembro ao nordeste das Pequenas Antilhas, seguiu para o oeste antes de virar para o norte. Atingiu um pico de 137 km/h (85 mph) ventos em 18 de setembro antes de se dissiparem em 24 de setembro no Atlântico nordeste.

### Furacão Onze
Em 17 de setembro, a décima primeira tempestade tropical foi vista a leste de Barbados. Ele seguiu para o oeste-norte, transformando-se em um furacão em 19 de setembro antes de passar ao norte das Pequenas Antilhas. O furacão atingiu um pico de 190 km/h (120 mph) ventos em 22 de setembro. Passou pelas Bermudas em 24 de setembro e tornou-se extratropical no mesmo dia.

### Tempestade tropical Doze
Uma tempestade tropical se formou em outubro 2 e atingiu a costa da Geórgia em outubro 4.
O Weather Bureau emitiu avisos de tempestade de Fort Monroe para Savannah, Geórgia. Ventos fortes ocorreram ao longo das costas da Geórgia e da Carolina do Sul. Os ventos mais altos medidos no interior atingiram 53 km/h (33 mph) em Savannah, Geórgia.

### Furacão Treze
Uma tempestade tropical apareceu perto das ilhas Windward em 6 de outubro. Dirigiu-se para noroeste e depois para norte, atingindo a força de um furacão no leste do Caribe. Aproximou-se do equivalente a categoria 2 intensidade quando passou por Saint Croix. Enquanto acelerava para o nordeste, o furacão atingiu a força de um furacão maior, mas as águas mais frias fizeram com que ele se tornasse extratropical em 15 de outubro.

### Furacão Catorze
Uma depressão tropical se transformou em uma tempestade tropical em 11 de outubro no oeste do Caribe. Ele se moveu para o oeste, atingindo a força de um furacão no dia 13 antes de atingir a Península de Yucatán no dia 15 como um mph (175 km/h) furacão. Enfraqueceu sobre a terra e emergiu no sul do Golfo do México como uma tempestade tropical. Ele rapidamente se fortaleceu novamente para uma categoria forte 2 furacão, atingindo Pensacola em 18 de outubro. Esta tempestade foi rápida, então os danos foram limitados, mas um navio afundou na costa, matando 20 pessoas. Os restos dessa tempestade causaram perdas de navios no Lago Erie na noite de sexta-feira, 20 de outubro, um evento conhecido como Black Friday que matou 49 pessoas.

### Tempestade tropical Quinze
A última tempestade da temporada foi vista pela primeira vez em 11 de novembro no Mar do Caribe. Ele seguiu na direção oeste-noroeste, atingindo Honduras no dia 13. A tempestade virou para o norte, atingindo ventos de pico de 110 km/h (70 mph) sobre o Canal de Yucatán em 14 de novembro. Ele fez a transição para um ciclone extratropical em 15 de novembro e passou por Key West.